# 산고 미나코
산고 미나코(三五 美奈子, 1971년 6월 11일 ~ )는 일본의 여성 성우이다. 가나가와현 요코하마시 출신이지만 도쿄도 태생이다. 도쿄 아나운스 학원을 졸업해 아틀리에 피치에 소속해 있다가 토고 프로덕션으로 이적했지만 현재는 프리랜서이다. 하지만 모스트 뮤직 엔터테인먼트에서 업무 제휴로 소속되어 있기도 하다.

## 출연작품

### TV 애니메이션
1999년
- 하급생 (미나미자토 아이)

2003년
- 천사의 꼬리 Chu!(타치가와 하루카)

2004년
- 후타코이 (모모이 마이)
- W ~위시~ (스즈키 타카코)

2005년
- 후타코이 얼터너티브 (모모이 마이)

### OVA
1996년
- 전교생(아야세 아오이)

1997년
- 피아캐롯에 어서오세요!(키노시타 루미)

1998년
- 하급생 (미나미자토 아이)

2000년
- 연희(코이히메)(마유키)

2003년
- 키스부터(하야사카 미쿠)

### 게임
1997년
- 하급생 (미나미자토 아이)

1999년
- 리틀 위치 파르페 ~검은 고양이 마법상점~(소녀 마법사 파르페) (플로레 밀피아)
- 리틀 위치 레네트 ~스완의 랩소디~(소녀 마법사 레네트) (플로레 밀피아)

2000년
- 꽃밭의 플로레 (플로레 밀피아)
- 하트풀 메모리즈 ~Little Witch Parfait2~(하트풀 메모리즈 ~소녀 마법사 파르페2~) (플로레 밀피아)
- 멘 앳 워크!2 ~헌터 아카데미에 어서오세요~(파랜드 택틱스FX) (셰릴 윈저) : 우사미 모모카(宇佐美桃香) 명의

2001년
- 에밀리아 (메리안 마르세드)
- Missing Blue (세와타리 나오)
- 마이 페어 엔젤 (메이브) : 우사미 모모카(宇佐美桃香) 명의

2002년
- 천사와 악마(텐아쿠) (치나기, 오키타 쇼코) : 우사미 모모카(宇佐美桃香) 명의

2003년
- Maple Colors (우즈키 아무) : 우사미 모모카(宇佐美桃香) 명의
- 캐슬 판타지아 ~엘렌시아 전기~ 리뉴얼 (크림힐트 크라이언트) : 우사미 모모카(宇佐美桃香) 명의
- 레벨 저스티스 (러브리 그린스타) : 우사미 모모카(宇佐美桃香) 명의

2004년
- 후타코이 얼터너티브 사랑과 소녀와 머신건 (모모이 마이)
- 쌍연섬 ~사랑과 수영복 서바이벌~ (모모이 마이)
- W ~위시~ (스즈키 타카코)
- 쌍연 -후타코이- (모모이 마이)

2006년
- 가제트 트라이얼 (와카바야시 소좌)